# Élisa Mercœur

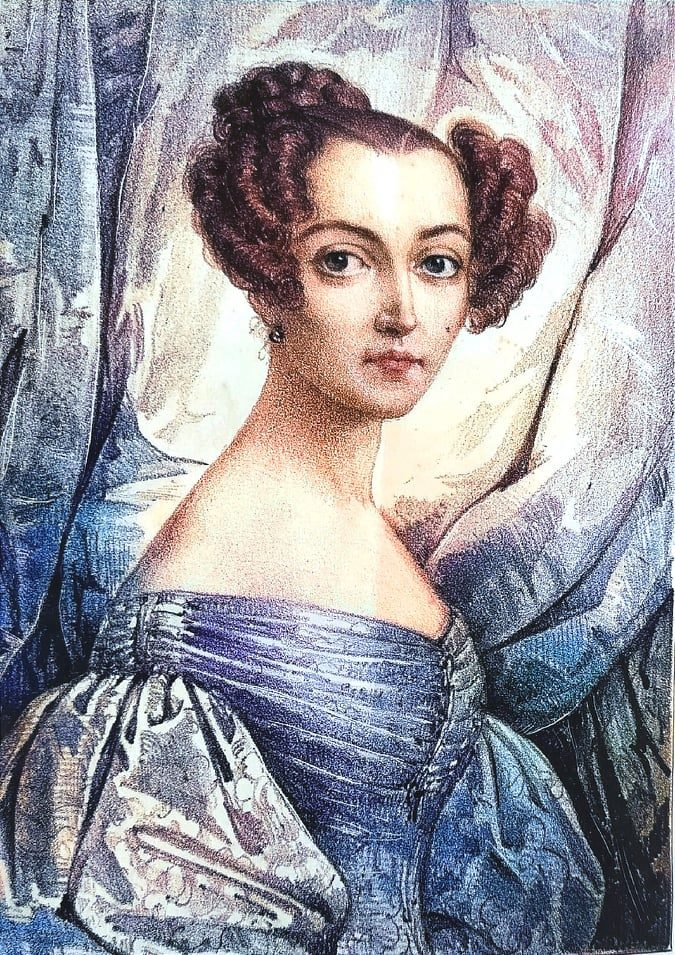
Élisa Mercœur

Élisa Mercœur (* 24. Juni 1809 in Saint-Sébastien-sur-Loire; † 7. Januar 1835 in Paris) war eine französische Schriftstellerin.

## Leben und Werk
Élisa Mercœur, die ohne Vater in Nantes aufwuchs, war eine Art Wunderkind. Ab den 1820er Jahren schrieb sie Gedichte, die von der Zunft gelobt wurden. 1827 veröffentlichte sie in Nantes einen Gedichtband. 1828 ging sie nach Paris. Mit Unterstützung des Ministers Martignac konnte sie 1829 das Theaterstück Boabdil, roi de Grenade veröffentlichen, doch verlor sie durch die Julirevolution von 1830 ihren Gönner, und das Stück kam nicht zur Aufführung. 1833 konnte sie noch die Erzählung La Comtesse de Villequier publizieren, dann wurde sie 1835 im Alter von 25 Jahren von der Lungenkrankheit dahingerafft, die 5 Jahre zuvor ausgebrochen war. Ihre gesammelten Werke wurden 1843 von ihrer Mutter herausgegeben. Zu Lebzeiten war sie als „muse armoricaine“ bekannt.  Zwischendurch vergessen, ist sie in neuester Zeit wieder Gegenstand der öffentlichen Aufmerksamkeit, vor allem in Nantes und in der Bretagne. In ihrer Geburtsstadt Saint-Sébastien-sur-Loire sowie in Rennes und Quimper sind Straßen nach ihr benannt.

## Werke (Auswahl)
- Oeuvres complètes. 3 Bde. Mme Vve Mercœur, Paris 1843.